# Mira lo que has hecho
Mira lo que has hecho es una serie española de televisión escrita por Berto Romero, dirigida por Carlos Therón, Javier Ruiz Caldera y producida por El Terrat para la plataforma Movistar+ estrenada el 23 de febrero de 2018.
El 12 de abril de 2018 Movistar anunció el rodaje de la segunda temporada con los fichajes de Belén Cuesta y Nuria Gago. Un año después, el 22 de febrero de 2019 se estrenó la segunda temporada de la serie con un total de 6 episodios disponibles en la plataforma de Movistar+. La tercera y última temporada se estrenó el 18 de junio de 2020, a razón de dos episodios cada jueves, hasta el 2 de julio.

## Sinopsis
Es una serie de TV que enseña cómo cambia la vida de su protagonista (Berto Romero) cuando se entera de que va a ser padre. Él siente que esto le queda grande y tiene dudas porque no sabe si está preparado para este cambio familiar.
Muestra cómo se siente, cómo lo vive al encargarse de los cuidados de un bebé. Cuenta que no todo en la paternidad y maternidad es tan bonito como te lo pintan.

## Medios de difusión
- #0
- Movistar Seriesmanía

## Reparto

### 1.ª temporada

#### Elenco principal
- Berto Romero - Berto
- Eva Ugarte - Sandra

#### Elenco secundario
- Mariano Venancio - Julio (Episodio 1 - Episodio 2; Episodio 5 - Episodio 6)
- Carmen Esteban - Ángela (Episodio 1 - Episodio 2; Episodio 5 - Episodio 6)
- Chete Lera - Ramón (Episodio 1 - Episodio 2; Episodio 5 - Episodio 6)
- Anna Carreño - Rosa (Episodio 1 - Episodio 2; Episodio 5 - Episodio 6)
- Juanfra Juárez - Rubio (Episodio 1; Episodio 5 - Episodio 6)
- Inma Sancho - Olga (Episodio 2; Episodio 6)
- Jordi Aguilar - Jose (Episodio 2; Episodio 6)
- Maite Guilera - Cuidadora (Episodio 3; Episodio 5)
- Míriam Monlleó - Marga (Episodio 3; Episodio 5)
- Savina Figueres - Claudia (Episodio 3; Episodio 5)
- Emilio Gavira - Médico (Episodio 3; Episodio 6)

#### Elenco episódico
- Cayetana Cabezas - Laura (Episodio 1)
- Bibiana Morales - Doctora (Episodio 1)
- Lidia Punt - Comadrona (Episodio 1)
- Esteban López - Carlos Trillizo (Episodio 1)
- Hugo Morenilla - Toni Trillizo (Episodio 1)
- Nerea García - Mireia Trilliza (Episodio 1)
- Prabah Miret - Cajera supermercado (Episodio 1)
- Josep Maria Domènech - Padre Nestor (Episodio 2)
- María Teresa Fors - Monaguilla (Episodio 2)
- Raúl Alcaraz - Raúl (Episodio 3)
- Anna Diogene - Tere, directora guardería (Episodio 3)
- Míriam Marcet - María (Episodio 3)
- David Mercé - Pablo (Episodio 3)
- Núria Badia - Madre Wifi 1 (Episodio 3)
- Gisela Figueres - Madre Wifi 2 (Episodio 3)
- Jose Perez Ocaña - Padre 1 (Episodio 3)
- Xavi Francés - Padre 2 (Episodio 3)
- Fran Puch - Asistente Bolo Bilbao (Episodio 3)
- Juan Carlos Ortega - Rick y Ilsa (Episodio 3)
- Maria Josep Pérez - Prostituta (Episodio 3)
- Marc Martínez - Jose María (Episodio 4)
- Magda Puig - Carolina (Episodio 4)
- David Menéndez - Hurón (Episodio 4)
- Biel Montoro - Polímero (Episodio 4)
- Roger Moreno - Romo (Episodio 4)
- Christian Márquez - Policía 1 (Episodio 4)
- Xavi Velázquez - Policía 2 (Episodio 4)
- José Luis Gómez - Médico Urgencias (Episodio 4)
- Martí Caballero - Fan Polímero 1 (Episodio 4)
- Biel Estivill - Fan Polímero 2 (Episodio 4)
- Clara Garcés - Ángela 1981 (Episodio 5)
- Font García - Julio 1981 (Episodio 5)
- Víctor Aguilar - Berto 1981 (Episodio 5)
- Nil Gilbert - Jose 1981 (Episodio 5)
- Eric Esclusa - Chaval Guardería 1 (Episodio 5)
- Victor Ortega - Chaval Guardería 2 (Episodio 5)
- Krizzia Cruz - Canguro Sexy (Episodio 5)
- Núria Valls - Canguro Cariñosa (Episodio 5)
- Jackelin Cornejo - Canguro Palentina (Episodio 5)
- Ginnete Muñoz - Graciela (Episodio 5)
- Bruno Girald - Camarero Galeria Arte (Episodio 5)
- Manel Llunell - Chaval Estación 1 (Episodio 5)
- Marc García Sopena - Chaval Estación 2 (Episodio 5)
- Alba Roldán - Chavala Estación (Episodio 5)
- César Bandera - Camarero Restaurante (Episodio 5)
- Albert Alemany - Médico (Episodio 6)
- Marc Rodríguez - Rafael (Episodio 6)
- José Antonio Bordils - Paciente Anestesia (Episodio 6)
- Eli Iranzo - Señora 1 (Episodio 6)
- Dolores Martín - Señora 2 (Episodio 6)
- Gloria Gimenez - Señora Limpieza Hospital (Episodio 6)

##### Con la colaboración especial de
- Lluis Marco - Fernando (Episodio 2)
- Àlex Monner - Recluso (Episodio 2)
- Anna Castillo - Chica (Episodio 2)
- Luis Tosar - Lucas (Episodio 2)
- Pepe Navarro - Pepe Navarro (Episodio 6)

### 2.ª temporada

#### Elenco principal
- Berto Romero - Berto
- Eva Ugarte - Sandra

#### Elenco secundario
- Nuria Gago - Bego (Episodio 1; Episodio 3; Episodio 6)
- Juanfra Juárez - Rubio (Episodio 1; Episodio 3; Episodio 5 - Episodio 6)
- José Pérez Ocaña - Ángel (Episodio 1; Episodio 3; Episodio 5)
- Reichel Delgado - Toñi (Episodio 1; Episodio 3; Episodio 5)
- Sonia Espinosa - Mónica (Episodio 1; Episodio 3; Episodio 5)
- Alex Moreu - Juanjo / Padre Sudado (Episodio 1; Episodio 5)
- Andrea Artero - Profesora Lucas (Episodio 1; Episodio 5)
- Alba Florejachs - Alba (Episodio 1; Episodio 5)
- Carmen Esteban - Ángela (Episodio 1; Episodio 5 - Episodio 6)
- Carlos Therón - Carlos Therón (Episodio 1 - Episodio 2; Episodio 5)
- Berta Roselló - Ayudante dirección rodaje (Episodio 1 - Episodio 2; Episodio 5)
- Anna Carreño - Rosa (Episodio 1 - Episodio 2; Episodio 5 - Episodio 6)
- Fabio Cutaia - Lucas (Episodio 1 - Episodio 3; Episodio 5 - Episodio 6)
- Inma Sancho - Olga (Episodio 1 - Episodio 2; Episodio 6)
- Jordi Aguilar - Jose (Episodio 1 - Episodio 6)
- Isabel Alavedra - Doña Amelia (Episodio 3; Episodio 6)
- Clara Garcés - Ángela 1981 (Episodio 4 - Episodio 5)
- Font García - Julio 1981 (Episodio 4 - Episodio 5)
- Víctor Aguilar - Berto 1981 (Episodio 4 - Episodio 5)

##### Con la colaboración especial de
- Emilio Gavira - Pediatra (Episodio 1)
- Belén Cuesta - Belén Cuesta (Episodio 1 - Episodio 3; Episodio 5 - Episodio 6)
- Antonio Resines - Julio Ficción (Episodio 2; Episodio 5)
- Lluis Marco - Fernando (Episodio 2)
- Diego Martín - Ramón 1986 (Episodio 4)
- Andreu Buenafuente - Andreu (Episodio 6)
- Manolo Solo - Paparazzi (Episodio 6)

#### Elenco episódico
- Pilar Bergés - Ginecóloga (Episodio 1)
- Tomas Montoya - Padre Reunión (Episodio 1)
- Gisela Figueras - Madre Repelente Reunión (Episodio 1)
- Toni Figuera - Padre Reunión 2 (Episodio 1)
- Padre Repelente Reunión - Carlos Conde (Episodio 1)
- Ferran Navarro - Albañil (Episodio 1)
- Alberto Esparza - Doctor Pijoteras (Episodio 1)
- Miguel Ángel González - Operario Cementerio (Episodio 1)
- Hugo Morenilla - Toni Trillizo (Episodio 1)
- Laia Adam - Mireia Trilliza (Episodio 1)
- Esteban López - Carlos Trillizo (Episodio 1)
- Ginebra Vall - Helena (Episodio 1)
- Míriam Marcet - María (Episodio 2)
- David Marcé - Pablo (Episodio 2)
- Eduard Rodilla - Conserje (Episodio 2)
- José Malaguilla - Portero (Episodio 2)
- Fèlix Blai - Hijo Pablo y María (Episodio 2)
- Anna Sarrablo - Taquillera (Episodio 2)
- Ricardo Dumer - Alguien Teatro Taquila (Episodio 2)
- Dani Amor - Admirador Girona (Episodio 2)
- Joan Serrats - Señor de la cola (Episodio 2)
- Ángeles Trejo - Señora de la cola 1 (Episodio 2)
- Marta Bernal - Señora de la cola 2 (Episodio 2)
- Herminio Avilés - Señor del público parque Girona (Episodio 2)
- Betsy Túrnez - Esther (Episodio 3)
- Sergio Torrico - Enfermero Hidroterapia (Episodio 3)
- Leandro Alastuey - Camarero Restaurante Chicas (Episodio 3)
- Luis Fernández - Gitano 1 (Episodio 3)
- Antonio Medina Heredia - Gitano 2 (Episodio 3)
- Daniel Martínez Heredia - Gitano 3 (Episodio 3)
- Aida Oset - Olga 1981 (Episodio 4)
- Fernanda Orazi - Amanda (Episodio 4)
- Gracia Fernández - Maestra Sandra 1986 (Episodio 4)
- Naia Folatelli - Sandra 1981 (Episodio 4)
- Mar Troitiño - Rosa 1981 (Episodio 4)
- Nil Gibert - Jose 1981 (Episodio 4)
- Marco Sanz - Primo líder (Episodio 4)
- Adrià Salazar - 'Primo 1 (Episodio 4)
- Lukas Vives - Primo 2 (Episodio 4)
- Gala Flores - Niña Convite 1986 (Episodio 4)
- Mariano Venancio - Julio (Episodio 5)
- Kako Forns - Dependiente Tienda Regalos (Episodio 5)
- Alberto Fray - Camarero Heladería (Episodio 5)
- Anna García - Hija Mayor Padre Sudado (Episodio 5)
- Enric Ases - Taxista (Episodio 6)
- David Menéndez - Hurón (Episodio 6)
- Jordi Vidal - Ginecólogo Urgencias (Episodio 6)
- Gerard Revuelta - Hijo Paparazzi (Episodio 6)

### 3.ª temporada

#### Elenco principal
- Berto Romero - Berto
- Eva Ugarte - Sandra

#### Elenco secundario
- Inma Sancho - Olga (Episodio 1)
- Anna Carreño - Rosa (Episodio 1)
- Nesa Vidaurrázaga - Ester (Episodio 1)
- Carmen Esteban - Ángela (Episodio 1 - Episodio 2)
- Jordi Aguilar - Jose (Episodio 1 - Episodio 2)
- José Pérez Ocaña - Ángel (Episodio 1 - Episodio 2)
- Camille Glemet - Camille (Episodio 1 - Episodio 2)
- Hugo Romero - Lucas (Episodio 1 - Episodio 2)
- Miquel Clarisó - Óscas (Episodio 1 - Episodio 2)
- Sofía - Julia (Episodio 1 - Episodio 2)
- Eugen Postolachi - Albanokosovar 1 (Episodio 1 - Episodio 2)
- Michael John Treanor - Albanokosovar 2 (Episodio 1 - Episodio 2)
- Ota Vallès - Fiscal (Episodio 1 - Episodio 2)

##### Con la colaboración especial de
- Clara Segura - Daniela (Episodio 1; Episodio 3; Episodio 5 - Episodio 6)
- Gloria Serra - Presentadora (Episodio 2; Episodio 6)
- Pedro Casablanc - Payaso Costo (Episodio 4)
- Diego Martín - Ramón 1988 (Episodio 4)
- Aida Oset - Olga 1988 (Episodio 4)
- Andreu Buenafuente - Andreu Buenafuente (Episodio 5)
- Teresa Rabal - Señora Bodas de Oro (Episodio 6)
- Xavier Sardà - Xavier Sardà (Episodio 6)
- David Broncano - David Broncano (Episodio 6)

#### Elenco episódico
- Mariano Venancio - Julio (Episodio 1)
- Chete Lera - Ramón (Episodio 1)
- Godoy - Anciano Batalla 1 (Episodio 1)
- Josep Vilavert - Anciano Batalla 2 (Episodio 1)
- Bibiana Bigorra - Anciana Batalla (Episodio 1)
- Milo Taboada - Oficial Trincheras (Episodio 1)
- Kike Fernández - Soldado Batalla (Episodio 1)
- Miquel Ibáñez - Anciano Batalla 3 (Episodio 1)
- Dídac Calpe - Luis (Episodio 1)
- Joel Juárez - Bruno (Episodio 1)
- Fabio Cutaia - Lucas Año 2013 (Episodio 2)
- Pep Sais - Psiquiatra (Episodio 2)
- Marta Forns - Jueza (Episodio 2)
- Miguel García - Macho Beta (Episodio 2)
- Ainoa Roca Salvia - Hembra Beta (Episodio 2)
- Bàrbara Roig Grifoll - Hembra Alfa (Episodio 2)
- Brenda Berrocal - Alícia (Episodio 2)
- Rafael Álvarez - Cuidador (Episodio 2)
- Li Wing - Cuidadora 1 (Episodio 2)
- Olga Serrano - Cuidadora 2 (Episodio 2)
- María del Carmen Bosapa - Cuidadora 3 (Episodio 2)
- Xavi Gardés - Periodista TV (Episodio 2)
- Javi Serrano - Policía Juzgados (Episodio 2)
- Marc Collado - Mosso d'Esquadra (Episodio 2)
- Àlex Mitjà - Cartero (Episodio 2)

## Capítulos

### Primera temporada (2018)
| N.º en serie | N.º en temp. | Título                         | Dirigido por  | Escrito por                                | Fecha de emisión original |
| ------------ | ------------ | ------------------------------ | ------------- | ------------------------------------------ | ------------------------- |
| 1            | 1            | «Legítimo material para pajas» | Carlos Therón | Berto Romero, Rafael Barceló y Enric Pardo | 6 de febrero de 2018      |
| 2            | 2            | «El ocaso de occidente»        | Carlos Therón | Berto Romero, Rafael Barceló y Enric Pardo | 23 de febrero de 2018     |
| 3            | 3            | «Guardipapis»                  | Carlos Therón | Berto Romero, Rafael Barceló y Enric Pardo | 23 de febrero de 2018     |
| 4            | 4            | «Hotfire»                      | Carlos Therón | Berto Romero, Rafael Barceló y Enric Pardo | 23 de febrero de 2018     |
| 5            | 5            | «Seguimos vivos»               | Carlos Therón | Berto Romero, Rafael Barceló y Enric Pardo | 23 de febrero de 2018     |
| 6            | 6            | «Papá»                         | Carlos Therón | Berto Romero, Rafael Barceló y Enric Pardo | 23 de febrero de 2018     |

### Segunda temporada (2019)
| N.º en serie | N.º en temp. | Título                  | Dirigido por        | Escrito por                                | Fecha de emisión original |
| ------------ | ------------ | ----------------------- | ------------------- | ------------------------------------------ | ------------------------- |
| 7            | 1            | «Sudor y lágrimas»      | Javier Ruiz Caldera | Berto Romero, Rafael Barceló y Enric Pardo | 22 de febrero de 2019     |
| 8            | 2            | «El hijo de Beto»       | Javier Ruiz Caldera | Berto Romero, Rafael Barceló y Enric Pardo | 22 de febrero de 2019     |
| 9            | 3            | «La noche de la iguana» | Javier Ruiz Caldera | Berto Romero, Rafael Barceló y Enric Pardo | 22 de febrero de 2019     |
| 10           | 4            | «La dolce vita»         | Javier Ruiz Caldera | Berto Romero, Rafael Barceló y Enric Pardo | 22 de febrero de 2019     |
| 11           | 5            | «Piñata»                | Javier Ruiz Caldera | Berto Romero, Rafael Barceló y Enric Pardo | 22 de febrero de 2019     |
| 12           | 6            | «Los terribles dos»     | Javier Ruiz Caldera | Berto Romero, Rafael Barceló y Enric Pardo | 22 de febrero de 2019     |

### Tercera temporada (2020)
| N.º en serie | N.º en temp. | Título                   | Dirigido por        | Escrito por                                | Fecha de emisión original |
| ------------ | ------------ | ------------------------ | ------------------- | ------------------------------------------ | ------------------------- |
| 13           | 1            | «Primera línea de fuego» | Javier Ruiz Caldera | Berto Romero, Rafael Barceló y Enric Pardo | 18 de junio de 2020       |
| 14           | 2            | «Justicia ciega»         | Javier Ruiz Caldera | Berto Romero, Rafael Barceló y Enric Pardo | 18 de junio de 2020       |
| 15           | 3            | «Ultra Pressure 3000»    | Javier Ruiz Caldera | Berto Romero, Rafael Barceló y Enric Pardo | 25 de junio de 2020       |
| 16           | 4            | «El condón de la suerte» | Javier Ruiz Caldera | Berto Romero, Rafael Barceló y Enric Pardo | 25 de junio de 2020       |
| 17           | 5            | «Nula visión»            | Javier Ruiz Caldera | Berto Romero, Rafael Barceló y Enric Pardo | 2 de julio de 2020        |
| 18           | 6            | «Mira lo que has hecho»  | Javier Ruiz Caldera | Berto Romero, Rafael Barceló y Enric Pardo | 2 de julio de 2020        |